# Rödlöga
Rödlöga är en cirka en kilometer lång ö i Norrtälje kommun, belägen i Stockholms ytterskärgård. Ön har en handelsbod Rödlögaboden som är skärgårdens östligaste. Ön saknar elektricitet men har trots det cirka 150 fritidsfastigheter. Rödlöga trafikeras under sommaren dagligen av Waxholmsbolaget.
Bofast befolkning omtalas på Rödlöga första gången 1535. Enligt lokala traditioner skall Rödlögaborna ha undgått rysshärjningarna 1719. På grund av landhöjningen kom dock det äldre byläget invid vägen mot Seglarberget att överges och byn flyttade i stället till Norra fladen. Från 1792 fanns även en lots stationerad på Rödlöga. I slutet av 1800-talet fanns 54 bofasta på ön. Om höstarna företog Rödlögaborna tillsammans med öborna på Vidinge, Kudoxa, Svartlöga och Stora Nassa resor till Stockholm eller vidare till Enköping för att byta salt strömming mot förnödenheter. I början av 1900-talet minskade dock lönsamheten i resorna, sista resan företogs 1923 då Herman Nordström som företog den tvingades återvända med stor del av fångsten osåld.
De första sommargästerna kom till ön strax före första världskriget. Till dessa hörde Prins Wilhelm som lät spela in en folk om det försvinnande skärgårdsjordbruket på ön. Under första världskriget drog militären ut telefonledning till ön. Jordbruket på ön upphörde 1956, men ännu 1965 fanns sju äldre fastboende kvar. Georg Nordström blev den siste då han 1979 tvingades flytta från ö till ålderdomshemmet på Blidö.
Sevärdheter på ön förutom själva byn runt hamnen är bland annat hällområden längs östra kusten, utsikten över kanalen mellan Rödlöga och Västerö samt ett gammalt träd på södra delen av ön som troligen är Sveriges mest östligt belägna almträd av betydande storlek, och dessutom klassat som biologiskt naturminne. Ett nätverk av vandringsleder och stigar går kring hela ön men dessa kan på sina ställen vara svårframkomliga på grund av plötsliga nivåskillnader och vegetation.

## Galleri

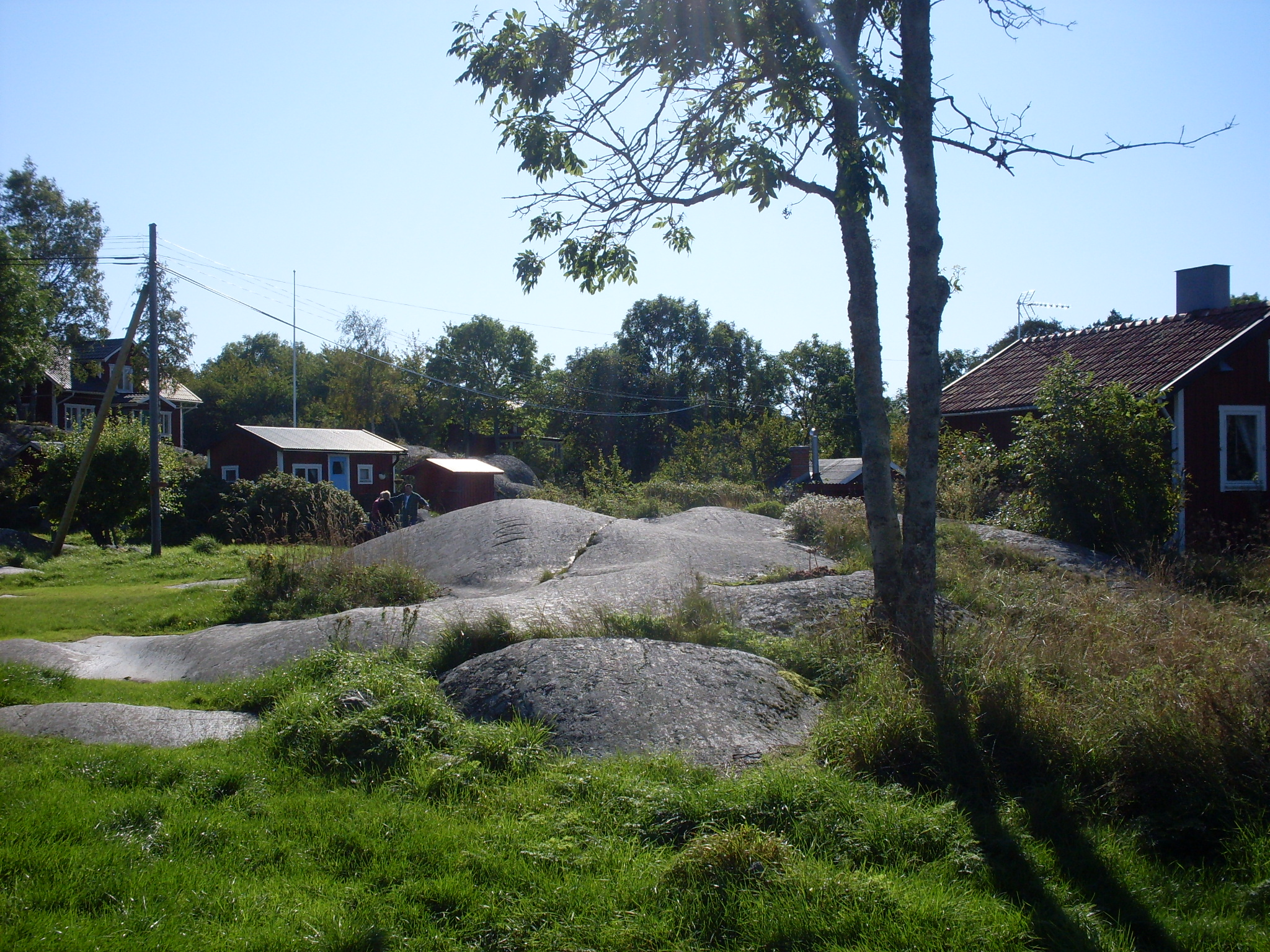
Rödlöga i september 2011.
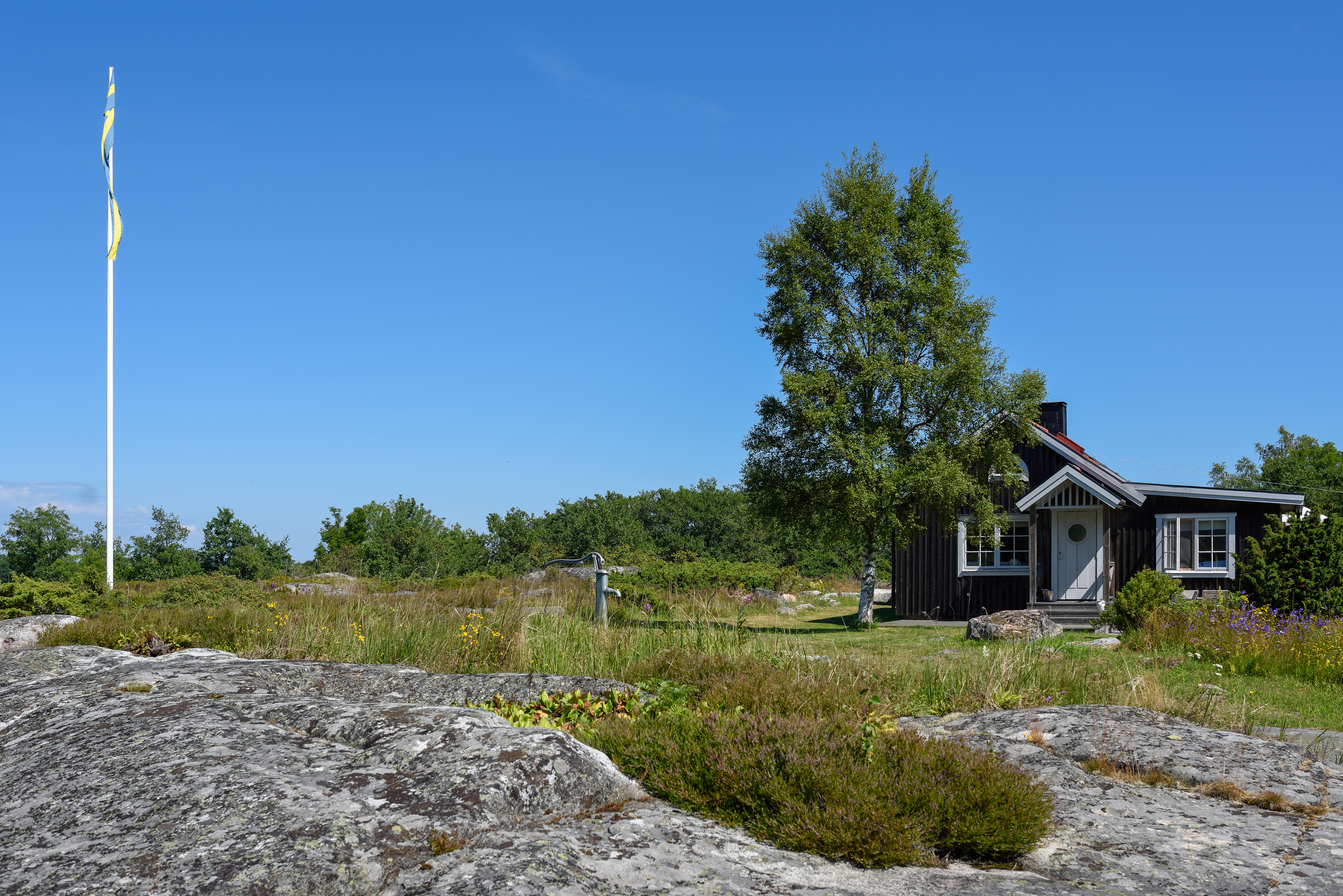
Rödlöga i juli 2014.
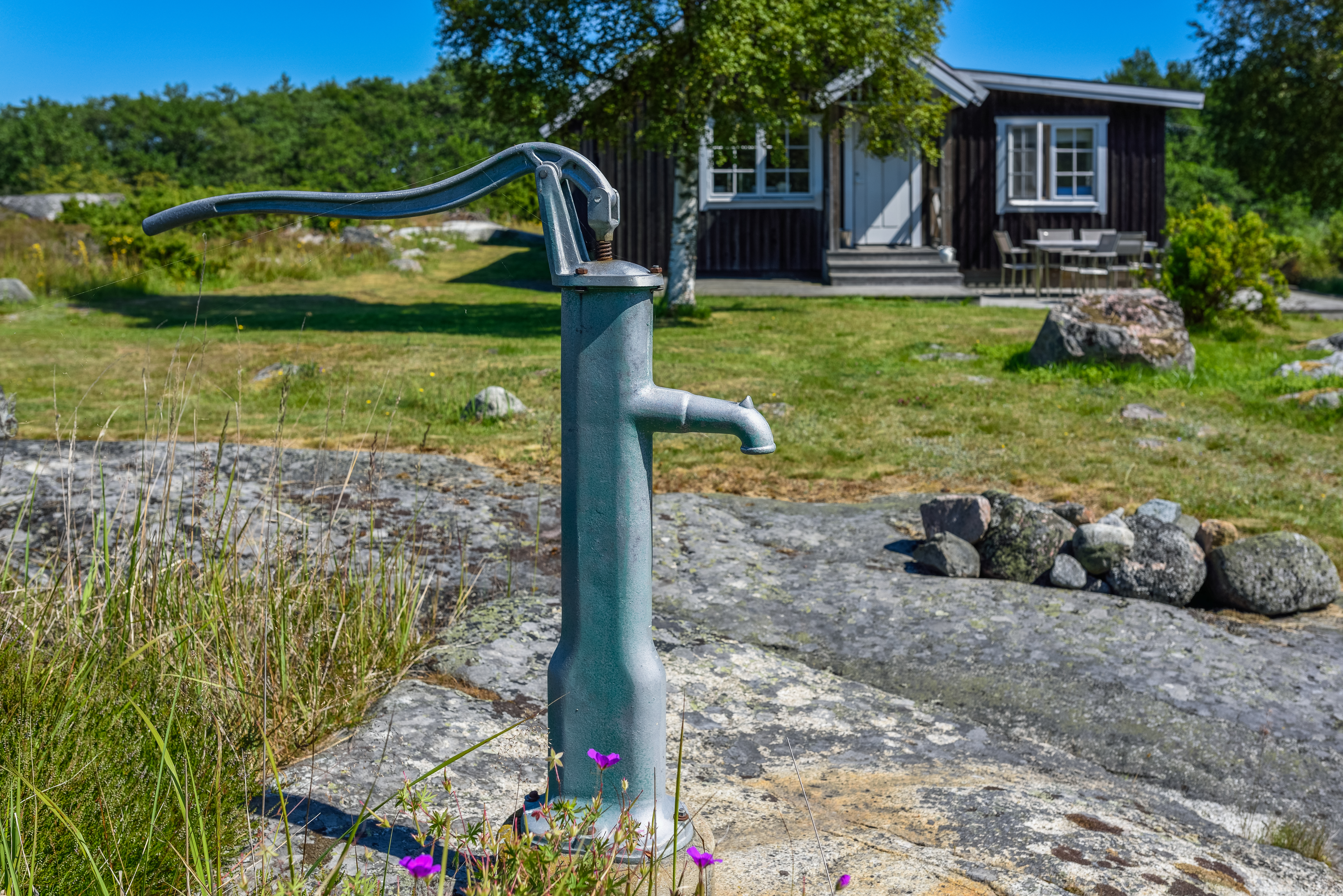
Rödlöga i juli 2014.
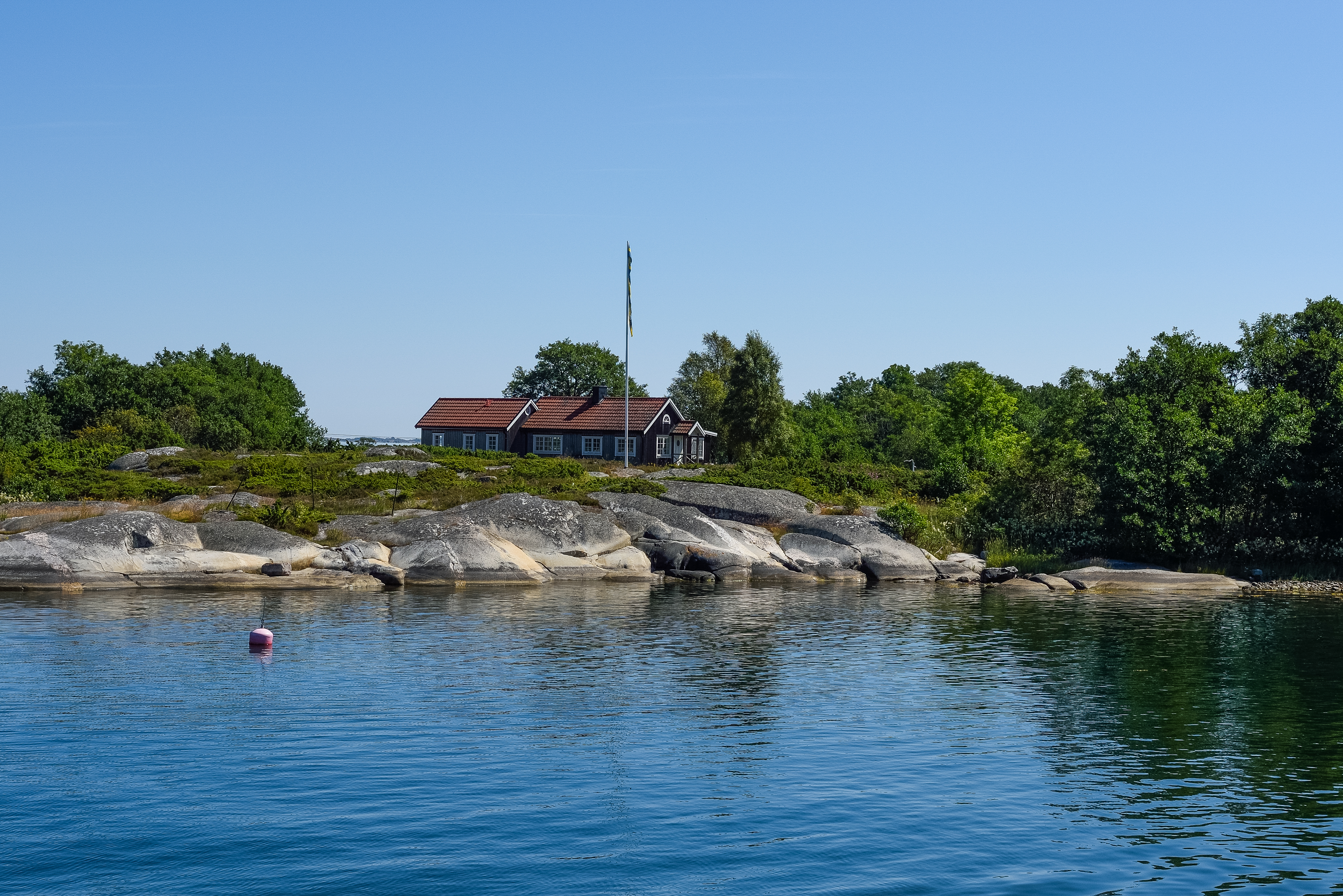
Rödlöga i juli 2014.
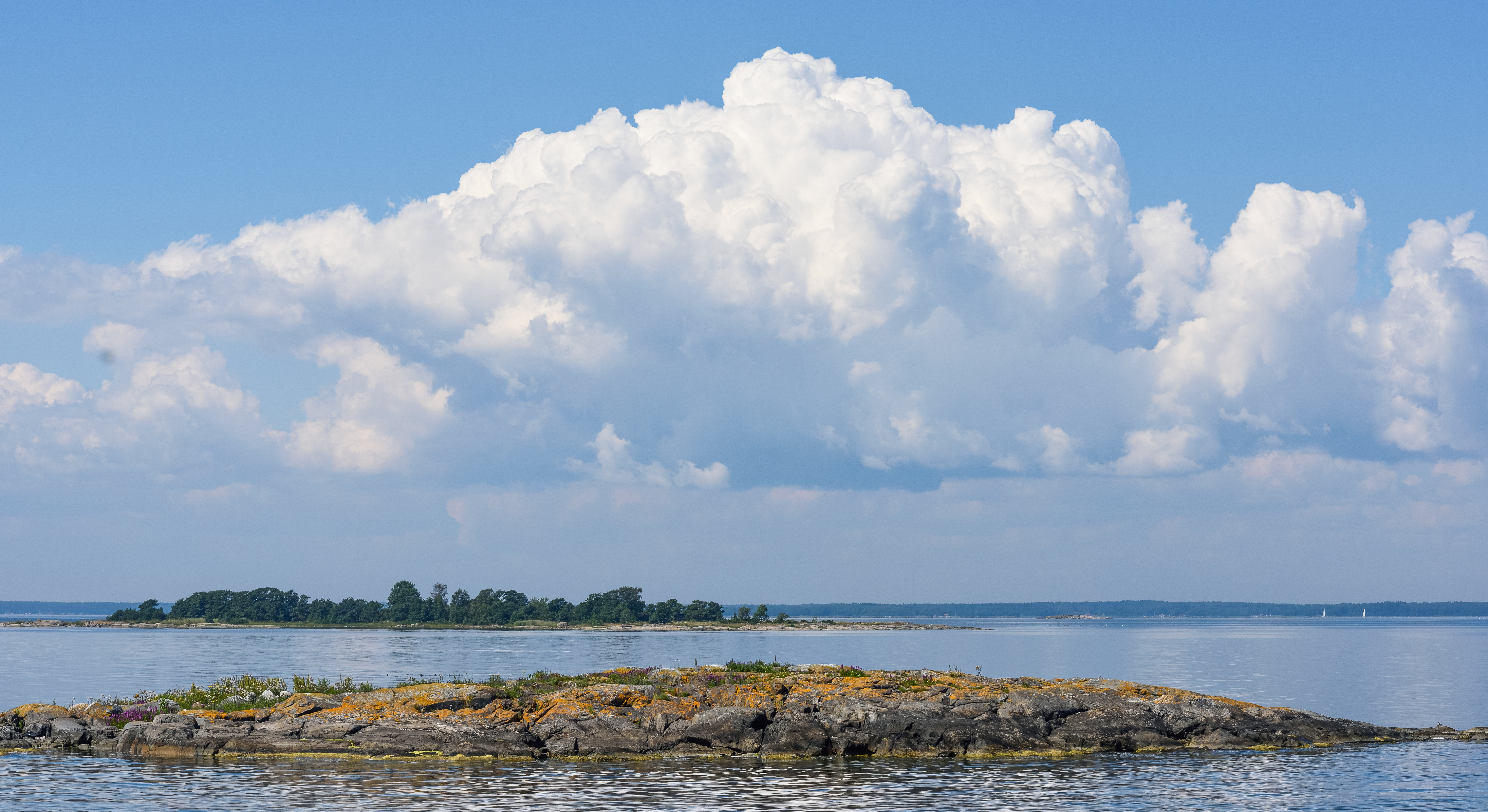
Rödlöga i juli 2014.
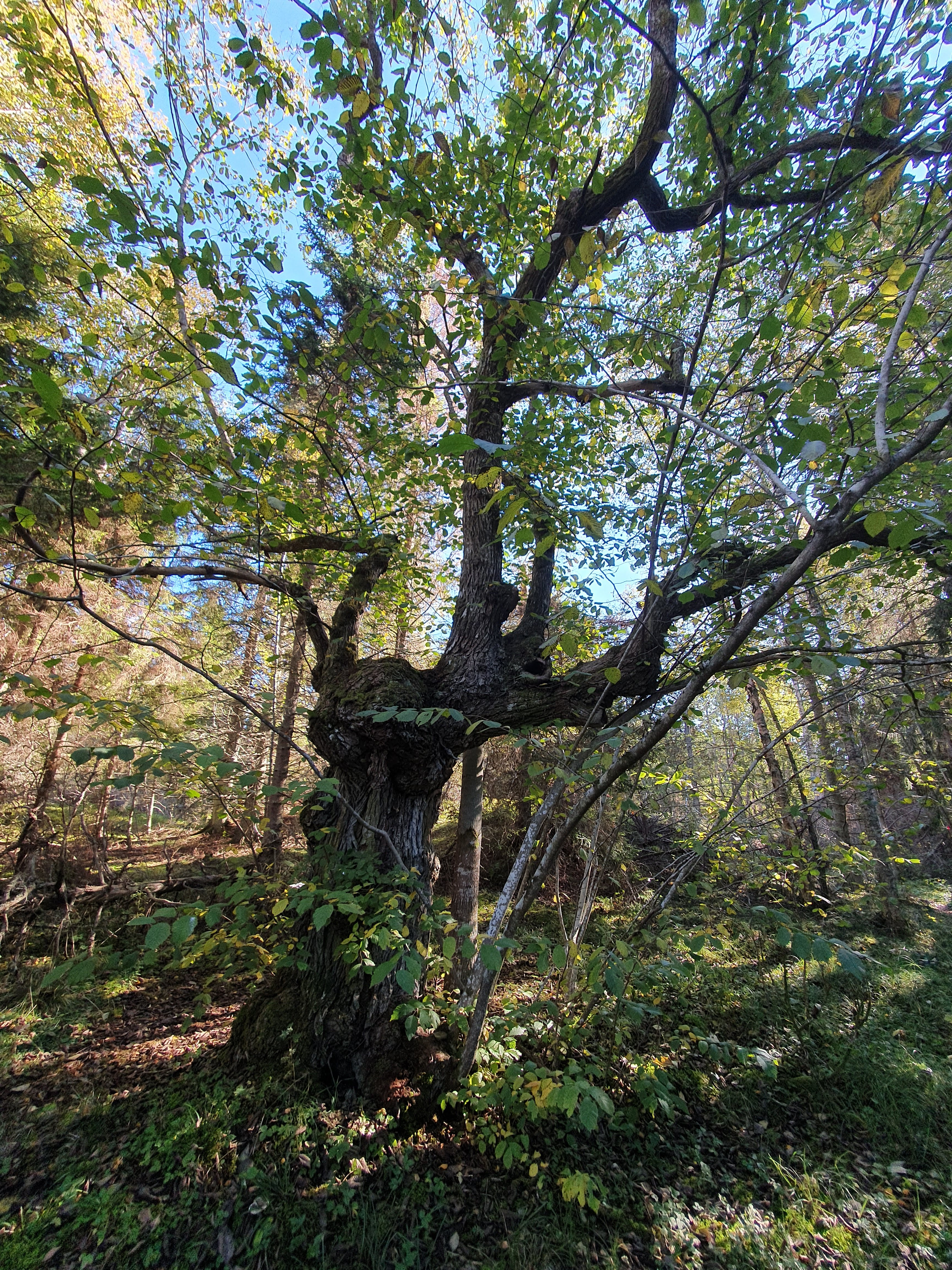
Sveriges östligaste alm, biologiskt naturminne.
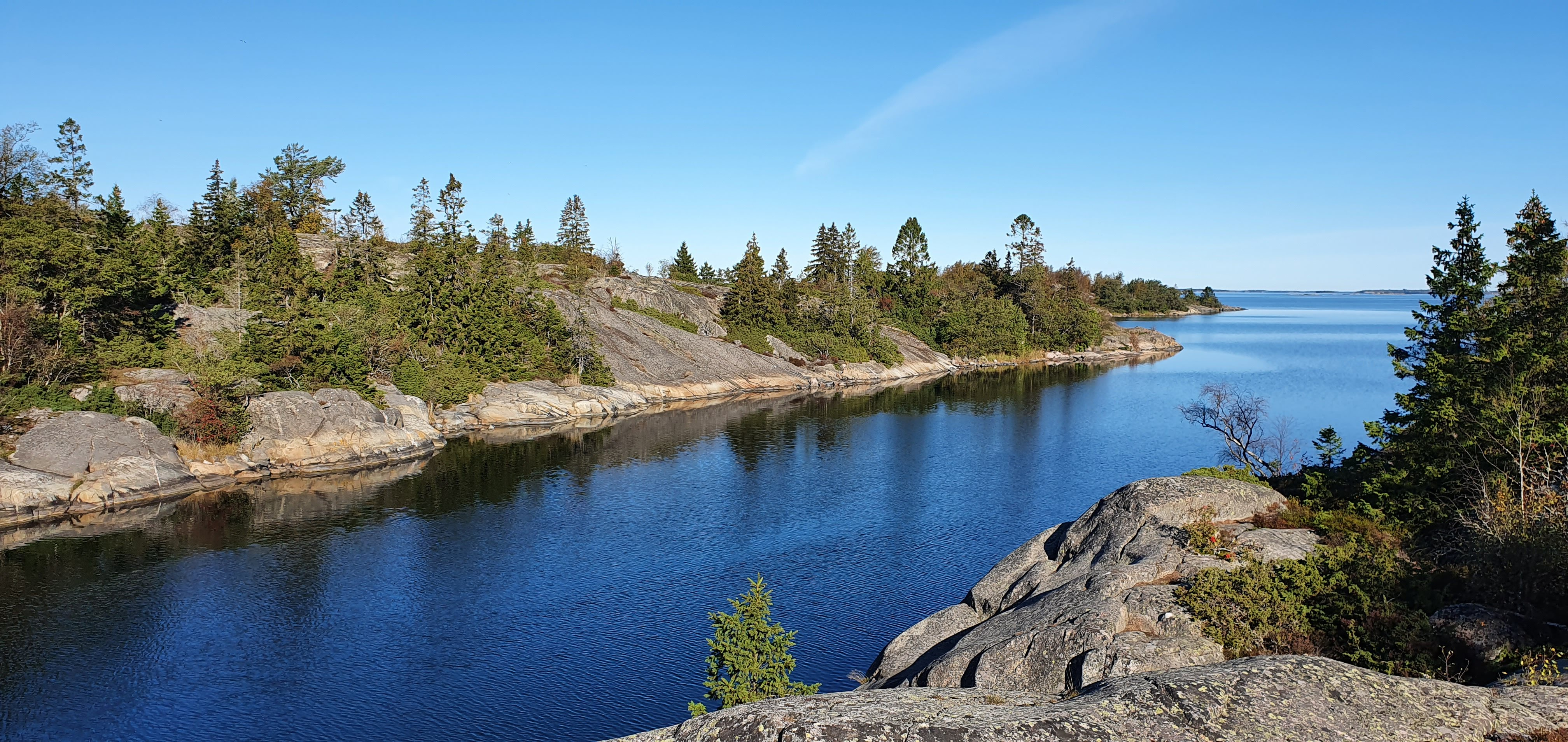
Kanalen mellan Rödlöga och Västerö, september 2021.